# Cyanotis cupricola
Cyanotis cupricola är en himmelsblomsväxtart som beskrevs av Jacques Duvigneaud. Cyanotis cupricola ingår i släktet Cyanotis och familjen himmelsblomsväxter.
Artens utbredningsområde är Kongo-Kinshasa. Inga underarter finns listade.